# Alexander Bustamante

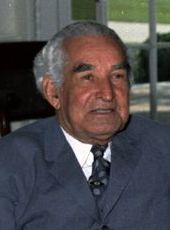
Alexander Bustamante

Alexander Bustamante (* 24. Februar 1884; † 6. August 1977) war erster Premierminister Jamaikas und Bürgermeister von Kingston. Er ist einer der sieben Nationalhelden des Landes.

## Leben
Bustamante wurde als William Alexander Clarke geboren. Sein Vater war ein irischstämmiger Landarbeiter, seine Mutter hatte europäische und afrikanische Vorfahren. Nach seiner eigenen Aussage stammt der Name Bustamante von einem iberischen Kapitän, mit dem er in seiner Jugend befreundet war. Er behauptete außerdem, dass seine Mutter eine Taíno sei.
1905 verließ er Jamaika und bereiste die Karibik und die USA. Auf Kuba arbeitete er als Polizist, in New York als Diätetiker. 1932 kehrte er auf die Insel zurück und wurde in der Folge Anführer einer Widerstandsbewegung gegen die britische Kolonialverwaltung. Zum ersten Mal machte er als Autor verschiedener Briefe an die Zeitung Daily Gleaner auf sich aufmerksam. 1937 wurde er Schatzmeister der Jamaika Worker’s Union. Während des 1938er Arbeiterausstands war er Sprecher der streikenden Arbeiter, aus der Worker’s Union wurde die Industriegewerkschaft Bustamante Industrial Trade Union, Bustamante selbst zu The Chief. Er war zu dieser Zeit auch an der Gründung der People’s National Party (PNP) beteiligt.
1940 wurde er verhaftet und bis zum 8. Februar 1942 wegen „subversiver Aktivitäten“ gefangen gehalten. Nach seiner Entlassung gründete er die Jamaica Labour Party (JLP). Zusammen mit der PNP gelang tatsächlich eine Verfassungsreform, die ab 1944 ein allgemeines Wahlrecht garantierte. Bei der ersten Wahl gewann die JLP 27 von 32 möglichen Sitzen. Bustamante wurde inoffizieller Regierungschef und 1953 schließlich Chief Minister.
1955 verlor seine Partei die Mehrheit, sein früherer Freund Norman Washington Manley löste ihn als Chief Minister ab. Als Oppositionsmitglied konnte er den Beitritt Jamaikas zur westindischen Föderation durch ein Referendum verhindern.
Jamaika wurde 1962 von Großbritannien unabhängig. Bei den Wahlen am Anfang des Jahres konnte Bustamante wieder die Oberhand gewinnen. Als erster Premierminister blieb er bis 1967 im Amt. 1969 wurde er mit Manley zu einem der sieben offiziellen Nationalhelden der Insel ernannt.